# Камерний заряд
Камерний заряд (рос. камерный заряд, англ. chamber charge, нім. Kammerladung f, нім. Kammermine f – зосереджений заряд вибухових речовин великої маси (до декількох млн кг), вміщений у спеціальну гірничу виробку (камеру). За впливом розрізняють К.з. розпушення, викиду і камуфлету. Використовуються для створення розрізних і капітальних траншей у кар'єрах; переміщення пустих порід робочого борту кар'єру у вироблений простір; масового обвалення - відбійки гірн. маси з одночасним обваленням її на дно кар'єру; розкриття родов. в умовах узгір'я або на горизонтальній відкритій поверхні; для буд-ва накидних земельно-скельних споруд (дамби, греблі, перемички і інш.), профільних виїмок (канали, траншеї, котловани тощо).